# Numenius
Numenius là một chi chim trong họ Scolopacidae.

## Các loài
- Numenius minutus
- Numenius borealis
- Numenius phaeopus
- Numenius tahitiensis
- Numenius tenuirostris
- Numenius arquata
- Numenius americanus
- Numenius madagascariensis